# Rappels (Apple)
Rappels est un composant d'iOS, de macOS, d'IPadOS et de watchOS qui permet aux utilisateurs de définir des notifications pour eux-mêmes et de créer des listes.

## Histoire
L'application est sortie le 12 octobre 2011 pour iOS, le 12 juillet 2012 pour MacOS et le 13 septembre 2016 pour les utilisateurs de WatchOS.L'application est refaite lors de la mise à jour d'iOS 13.
Depuis iOS 14, il est possible d'ajouter sur l'écran d'accueil le widget de l'application.

## Fonctionnalités
Les données de Rappels peuvent être synchronisées entre iOS et macOS via iCloud.
L'application se forme avec des listes Aujourd’hui, Programmés, Avec drapeau, Tout, Assignés à moi, et Terminés.
Il est également possible de créer ses propres listes pour trier ses rappels.
L'application Rappels peut comporter plusieurs listes de rappels créées par l'utilisateur. Les rappels apparaissent dans le centre de notifications 24 heures avant l'heure à laquelle un rappel est défini. Chaque rappel a un titre et peut être marqué comme terminé (coché) et sera automatiquement masqué. De plus, chaque rappel peut éventuellement contenir les éléments suivants :
- Ajouter un titre, une notes et une URL
- Une date et une heure[6]
- Un tags[7]
- Une alarme lorsqu'une clôture géographique autour d'une zone est franchie ("quand je quitte la conférence" ou "quand je rentre chez moi")[6]
- Une alarme lors de l'envoi d'un SMS à un destinataire précis
- Un drapeau[4]
- Une priorité, de "Faible" à "Élevée"[4]
- Des sous-tâches[8]
- Une image

Il est possible de collaborer avec d'autres utilisateurs. Il est également possible de demander à Siri de programmer un rappel.